# Gāvlīmāk
Gāvlīmāk (persiska: گاولیماک) är en ort i Iran.   Den ligger i provinsen Mazandaran, i den norra delen av landet, 140 km nordväst om huvudstaden Teheran. Gāvlīmāk ligger 284 meter över havet och antalet invånare är 184.
Terrängen runt Gāvlīmāk är varierad.Runt Gāvlīmāk är det ganska tätbefolkat, med 116 invånare per kvadratkilometer. Närmaste större samhälle är Ramsar, 8,7 km nordväst om Gāvlīmāk. Omgivningarna runt Gāvlīmāk är en mosaik av jordbruksmark och naturlig växtlighet.